# 45 × 90 punten
De 45 × 90 punten zijn de vier punten op aarde die halverwege zijn tussen de geografische polen, de evenaar, de nulmeridiaan en de antimeridiaan van de nulmeridiaan (180° westerlengte of 180° oosterlengte).

## 45 ° N, 90 ° W

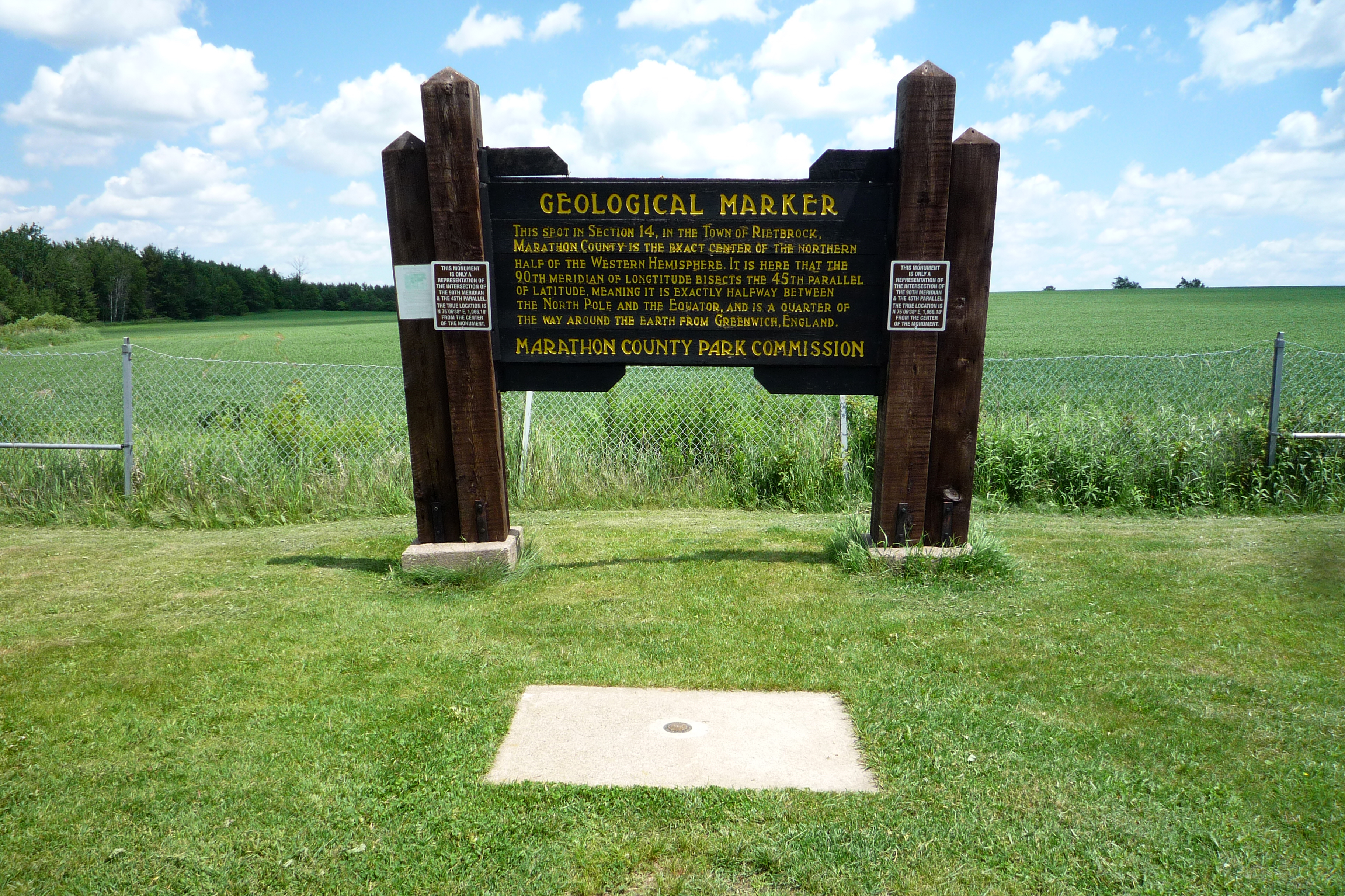
Oorspronkelijk bord en grondmarkering zoals aanwezig in 2009. Op het bord is reeds een melding gemaakt van de incorrecte locatie.

Het meest bekende en meest bezochte punt is 45° 00′ 0″ NB, 90° 00′ 0″ WL dat zich op land bevindt op 410 m boven de zeespiegel in het stadje Rietbrock in Marathon County, Wisconsin in de buurt van het gemeentevrij gebied van Poniatowski. Een onjuiste geografische marker werd daar in 1969 geplaatst door de Marathon County Park Commission, maar in 2017 werd deze verwijderd en verplaatst naar de daadwerkelijke locatie. Sinds 12 september 2017 bevindt de marker zich op de correcte locatie.
Het punt verwierf in 1978 enige cultstatus nadat de nabijgelegen Gesicki's Tavern in Poniatowski 45 × 90 T-shirts begon te verkopen en bezoekers registreerde als leden van de "45x90 Club". Sinds 2006 is het Wausau / Central Wisconsin Convention & Visitors Bureau in Wausau houder van het officiële "45x90 Club"-registratieboek. Het boek is in bruikleen van de familie Gesicki. Leden van de "45x90 Club" ontvangen tegenwoordig ook van het Wausau / Central Wisconsin Convention & Visitors Bureau een herdenkingsmunt.

## 45 ° N, 90 ° E
Het enige andere punt op 45 × 90 dat zich op het land bevindt, is 45° 00′ 0″ NB, 90° 00′ 0″ OL, op een hoogte van 1.009 m boven de zeespiegel. Dit punt bevindt zich in een verlaten gebied van de autonome regio Xinjiang in China in de buurt van de Mongoolse grens, ongeveer 240 km ten noordoosten van Ürümqi. Op de locatie bevindt zich geen monument of fysiek teken.

## 45 ° S, 90 ° E
Gelegen in de zuidelijke Indische Oceaan heeft 45° 00′ 0″ ZB, 90° 00′ 0″ OL een oceaanbodemdiepte van 3.197 m onder de zeespiegel en is 1.244 km ten zuidoosten van het dichtstbijzijnde onbewoonde eiland, Île Saint-Paul, 1.569 km ten oosten ten noordoosten van Port-aux-Français op de Kerguelen, 2.425 km ten noorden van Antarctica, 2.448 km ten zuidwesten van het stadje Augusta en Kaap Leeuwin in West-Australië, 4.080 km ten zuidoosten van het eiland Réunion en 5.800 km ten zuidoosten van Mosselbaai in Zuid-Afrika.
In maart 2014 was de locatie in de zuidelijke Indische Oceaan het onderwerp van een luchtopzoeking naar de vermiste Malaysia Airlines-vlucht 370, nadat wat potentieel puin kon zijn, werd opgemerkt door een satelliet die gecentreerd is op de 45 ° S, 90 ° E locatie.

## 45 ° S, 90 ° W
Gelegen in de zuidelijke Grote Oceaan, 1.297 km westzuidwest van Guaitecas in Chili en 3.070 km ten noorden van Antarctica, heeft 45° 00′ 0″ ZB, 90° 00′ 0″ WL een oceaanbodemdiepte van 4.180 m onder zeeniveau.